# Il riparatore di biciclette
Il riparatore di biciclette (Bicycle Repairman) è un racconto postcyberpunk dello scrittore Bruce Sterling pubblicato nel 1996.
L'opera ha vinto nel 1997 il Premio Hugo per il miglior racconto e il premio Science Fiction Chronicle Readers Poll nella stessa categoria.

## Storia editoriale
Il racconto è stato pubblicato per la prima volta nel 1996 nell'antologia Intersections: The Sycamore Hill Anthology, ripubblicato nello stesso anno sulla rivista Asimov's Science Fiction.
È stato ristampato in una raccolta del 1999 di opere di Sterling: A Good Old-Fashioned Future, e di nuovo nel 2007 in Rewired: The Post-Cyberpunk Anthology.
Il racconto fa parte di una serie di tre storie ambientate nello stesso milieu, nella prima metà del ventunesimo secolo. È preceduto dal racconto Deep Eddy (1993) e seguito dal racconto Taklamakan (1998).

## Trama
(Bruce Sterling, Il riparatore di biciclette)
Il ventiquattrenne Lyle vive a Chattanooga nel 2037, in un'area degradata chiamata la "Zona"; abita nel grattacielo Tsatanuga Archiplat andato distrutto da un incendio, all'interno di una bilocale sospeso su cavi. Si mantiene aggiustando e revisionando biciclette, dopo un breve passato di pistard. Il suo ex coinquilino, Deep Eddy, si è trasferito in Europa ma continua a usare l'indirizzo dell'abitazione come fermo posta, facendo lì recapitare dischi pieni di dati criptati e strane apparecchiature informatiche; in cambio Eddy continua a farsi carico delle spese per gli allacci illegali dei servizi dell'appartamento, come la corrente e la linea dati. Un giorno Lyle, che ha adottato uno stile di vita anarchico e fa uso di ormoni inibitori della libido, riceve la visita di una ragazza, Kitty Casaday, che prima gli chiede di aggiustargli la bicicletta e poi gli si propone come coinquilina ventilando, in cambio, prestazioni sessuali. Lyle prende tempo e una sera, tornando a casa, trova Kitty svenuta nel soggiorno, stordita dagli impianti anti-intrusione. L'abbigliamento tattico e le dotazioni paramilitari di cui la sua tuta è dotata insospettiscono Lyle che, dopo averla legata, la fa rinvenire interrogandola.
Non avendo ottenuto alcuna informazione sui motivi dell'effrazione, Lyle si rivolge ad una banda di squatter, i City Spider, che già avevano aiutato lui e Deep Eddy a costruire la casa issandola sugli architravi dell'Archiplat. Si presentano nel'appartamento Pete e Mabel che, minacciando la ragazza di rendere noto sul web il suo rozzo tentativo di furto e di bruciarle così tutte le coperture, ottengono le informazioni che cercavano. Kitty è una dei ventimila membri dell'entourage del senatore Creighton di 117 anni, che da tempo giace in stato catatonico. È stato sostituito nelle sue attività politiche da un'intelligenza artificiale, all'insaputa di tutti, ad eccezione dei suoi collaboratori più fidati. Il Nord America è governato dal NAFTA e il Senatore continua ad essere l'ago della bilancia dell'equilibrio politico che verrebbe sconvolto qualora la notizia della sua invalidità trapelasse. L'ultimo apparecchio recapitato a casa di Lyle da Eddy è un decoder che decripta i messaggi dell'intelligenza artificiale del senatore Creighton, aparecchio che Kitty avrebbe dovuto recuperare. Dopo un chiarimento con Lyle e dopo aver compreso la filosofia di vita della Zona dai City Spider, dopo aver recuperato il decoder, decide di rimanere nell'Archiplat e di convincere l'intelligenza artificiale del Senatore ad investire risorse nella Zona, possibile serbatoio di voti. Lyle e Kitty diventano coinquilini e, grazie alle conoscenze della ragazza, Lyle ottiene dei finanziamenti governativi per sviluppare alcune sue invenzioni nel campo del ciclismo.

## Personaggi
Lyle SchweikVentiquatrenne, era stato un aspirante pistard prima che l'abuso di steroidi gli avesse rovinato un rene. Lavora come riparatore di biciclette in una casa occupata all'interno della Zona, un quartiere degradato di Chattanooga.
Kitty CasadayMembro della sicurezza del senatore Creighton, si introduce nella casa di Lyle per recuperare del materiale compromettente.
Edward DertouzasSoprannominato "Deep Eddy", è l'hacker ex coinquilino di Larry. Trasferitosi in Europa, mantiene contatti con l'amico che ne utilizza l'appartamento come casella postale. Appare anche nel primo racconto della serie Le storie di Chattanooga.
Andrea SchweikÈ la madre di Lyle ed è un'agiata imprenditrice. Da anni tenta di convincere il figlio ad abbandonare la vita da squatter e a trasferirsi a vivere con lei.
PeteMembro dei City Spiders, un gruppo di squatter che vive nell'Archiplat, maniaci dell'arrampicata.
MabelUn'assistente sociale; fa parte dei City Spiders.

## Edizioni
- (EN) Bruce Sterling, Bicycle Repairman, in John Kessel, Mark L. Van Name e Richard Butner (a cura di), Intersections: The Sycamore Hill Anthology, 1ª ed., Tor, 1996, ISBN 9780312860905.
- (EN) Bruce Sterling, Bicycle Repairman, in Asimov's Science Fiction, vol. 20, n.10/11, Dell Magazines, ottobre/novembre 1996.
- Bruce Sterling, Il riparatore di biciclette, in Millemondi Estate 1998: Le trappole dell'ignoto, traduzione di Roberto Marini, Millemondi n.16, Milano, Arnoldo Mondadori, 1998.
- Bruce Sterling, Il riparatore di biciclette, in Larry Mc Caffery (a cura di), Schegge d'America. Nuove avanguardie letterarie, traduzione di Fabio Zucchella, Collezione Immaginario. AvantPop n.1, Roma, Fanucci, 1998, ISBN 8834706293.
- (FR) Bruce Sterling, Le réparateur de bicyclettes, in Galaxies n.10, Galaxies, 1998.
- (DE) Bruce Sterling, Der Fahrradmechaniker, in Winterfliegen, Heyne Science Fiction & Fantasy, Heyne, 1999, ISBN 978-3-453-13985-5.
- Bruce Sterling, Il riparatore di biciclette, in Piergiorgio Nicolazzini (a cura di), I Premi Hugo 1995-1998, collana Grandi Opere Nord, traduzione di Roberto Marini, n. 33, Milano, Nord, 1999, ISBN 8842911178.
- Bruce Sterling, Il riparatore di biciclette, in Un futuro all'antica, traduzione di Giorgia Gatta, Solaria n.9, Roma, Fanucci, 2000, ISBN 8834707664.
- Bruce Sterling, Il riparatore di biciclette, in Larry Mc Caffery (a cura di), Schegge d'America. Nuove avanguardie letterarie, traduzione di Fabio Zucchella, Tascabili Immaginario n.27, Roma, Fanucci, 2003, ISBN 8834709454.
- (EN) Bruce Sterling, Bicycle Repairman, in James Patrick Kelly e John Kessel (a cura di), Rewired: The Post-Cyberpunk Anthology, Tachyon Pubblications, 2007, ISBN 9781892391629.
- Bruce Sterling, Il riparatore di biciclette, in Larry Mc Caffery (a cura di), Un futuro all'antica, traduzione di Giorgia Gatta, Piccola Biblioteca Oscar n.556, Milano, Mondadori, 2007, ISBN 9788804569428.